# Кеј-Бар Ранч (Тексас)
Кеј-Бар Ранч (енгл. K-Bar Ranch) насељено је место без административног статуса у америчкој савезној држави Тексас.

## Демографија
По попису из 2010. године број становника је 358, што је 8 (2,3%) становника више него 2000. године.
| Група             | 2000.       | 2010.       |
| Белци             | 57 (16,3%)  | 98 (27,4%)  |
| Афроамериканци    | 0 (0,0%)    | 0 (0,0%)    |
| Азијати           | 0 (0,0%)    | 3 (0,8%)    |
| Хиспаноамериканци | 292 (83,4%) | 256 (71,5%) |
| Укупно            | 350         | 358         |